# Bread Upon the Waters (film 1914)
Bread Upon the Waters è un cortometraggio muto del 1914 diretto da Wilfred North.

## Produzione
Il film fu prodotto dalla Vitagraph Company of America.

## Distribuzione
Distribuito dalla General Film Company, il film - un cortometraggio in due bobine - uscì nelle sale cinematografiche statunitensi il 21 luglio 1914.